# 中国人民志愿军

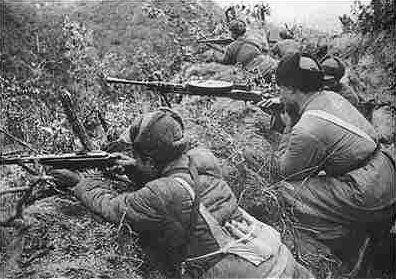
上甘岭战役中使用中正式步槍與DP輕機槍反擊聯合國軍的中国人民志愿军

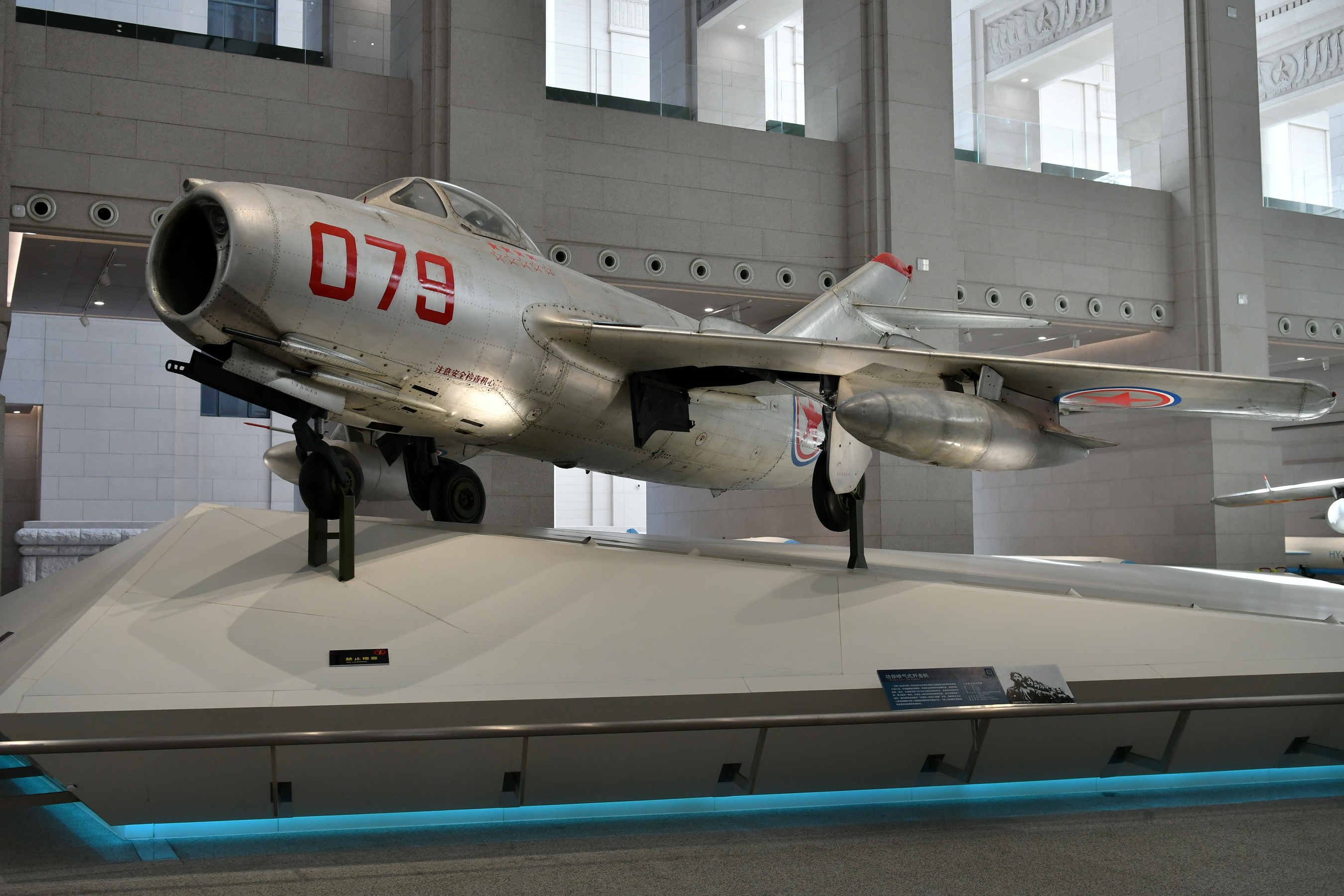
中国人民志愿军空軍飛行員王海驾驶过的米格-15戰鬥機（编号079），机上绘有代表击落击伤战绩的9颗红星标志，現藏於中国人民革命军事博物馆。

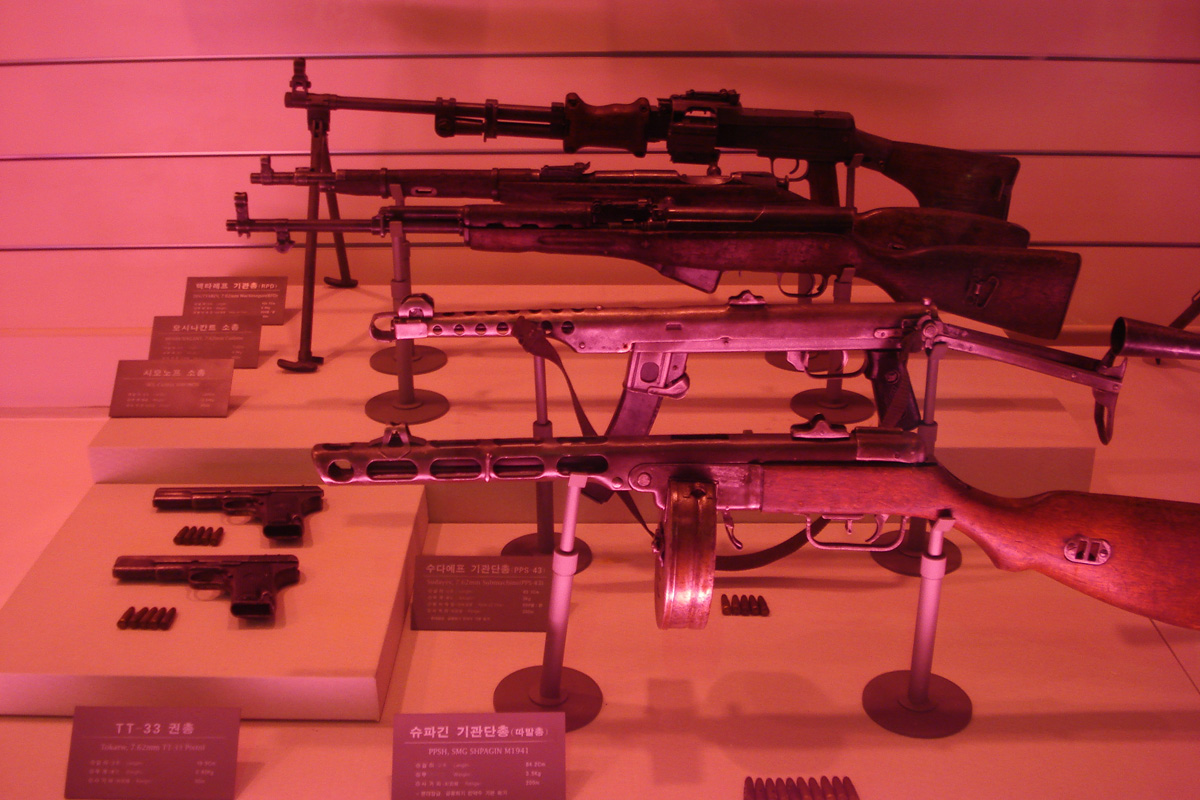
中国人民志愿军使用的武器，有RPD輕機槍、莫辛-納甘步槍、SKS半自動步槍、PPS衝鋒槍、PPSh-41衝鋒槍與TT手槍，現藏於韓國戰爭紀念館

中国人民志愿军（朝鲜语：／），是中华人民共和国对在朝鲜战争中参战的中国人民解放军外派部队的总称。
中国人民志愿军参加朝鲜战争名义上是志愿，实际上是以解放军完整建制参加战斗，其下属部队均保留中国人民解放军建制和番号。
1950年6月25日朝鲜战争爆发，毛泽東在战前即向金日成说明即使美军参战但不过“三八线”中国军队不介入。6月27日聯合國安理會在苏联缺席抗议情况下通過83號決議，建議聯合國會員給予大韓民國以擊退武裝攻擊及恢復該區內國際和平所需之援助。7月5日史密斯特遣队阻擊朝軍，7月7日联合国軍成立，韩国国军于1950年10月1日越过了三八线攻入北朝鲜。10月3日中华人民共和国政府通過印度警告英美不得越过三八线，在聯合國大會通過376號決議後，聯合國军于10月7日攻入北朝鲜，至19日已攻下包括平壤在内的朝鲜大部分地区。10月19日晚，中国人民志愿军跨过鸭绿江，进入朝鲜民主主义人民共和国境内，秘密参加朝鲜战争。志愿军参战后，迅速击退了已接近鸭绿江的聯合國军，使战线在开战一年后回到三八线并陷入胶着。苏联首先主张停火而中、美均表赞同，但停战谈判多次中斷。1953年7月27日，参战四方中的三边签署朝鲜停战协定后宣告停战。1958年，结束使命的志愿军部队撤离朝鲜，归国并返回原来的编制和驻地，志愿军代表团则于1994年前一直驻扎在朝鲜。而中央军事委员会至今从未有过明文或命令解散中国人民志愿军。

## 名称

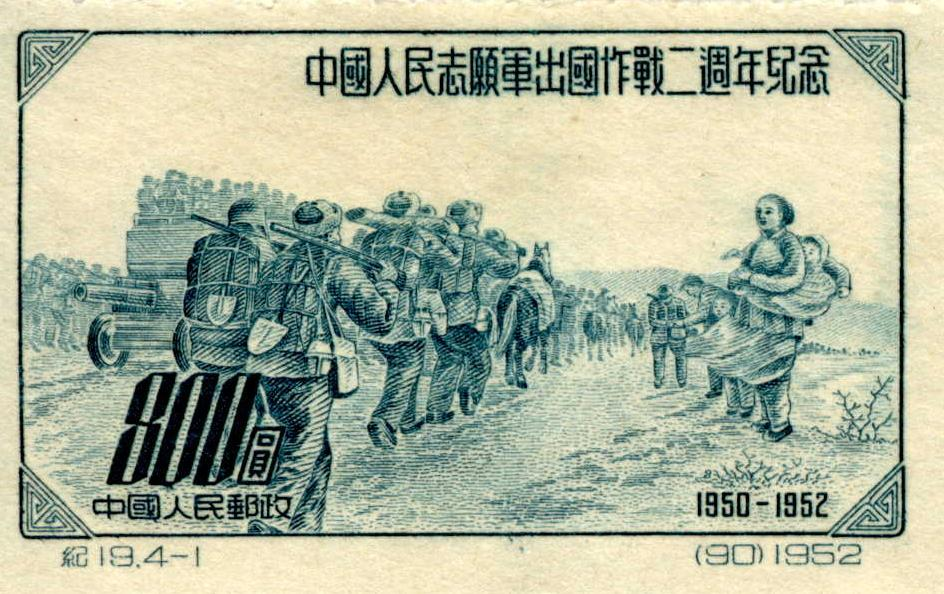
1952年郵票

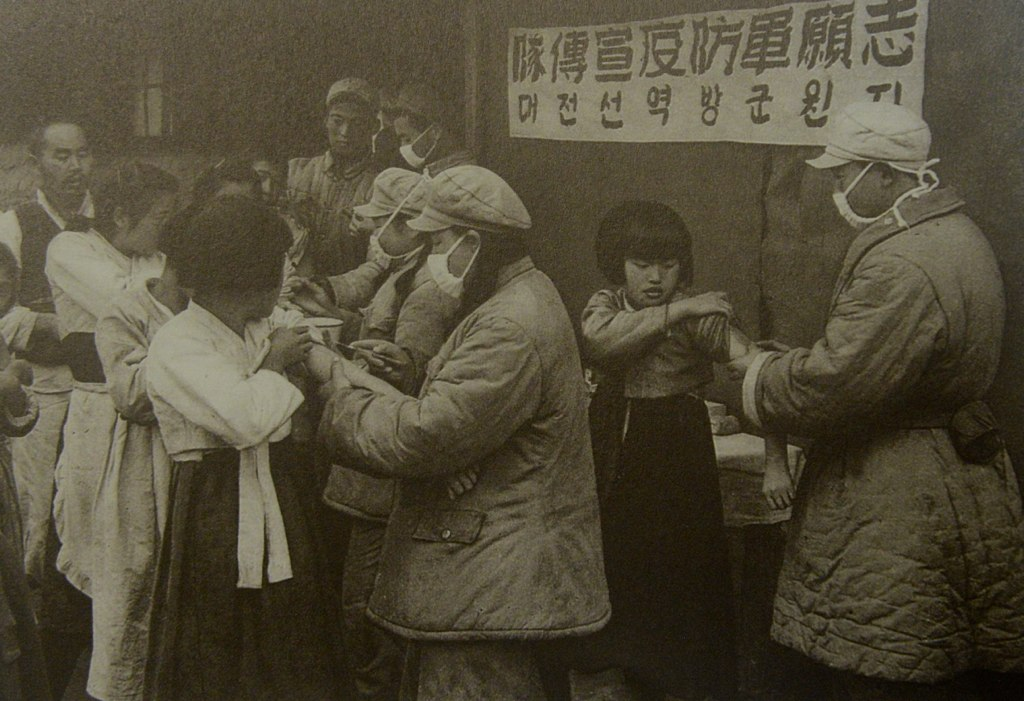
志願軍防疫宣傳隊向北朝鮮住民實施防疫活動。

1990年代中期，有说法称：中共中央派遣军队入朝作战决策形成后，最初定的名称是“支援军”，征求党外民主人士意见，当时担任政务院副总理的黄炎培认为支援军，就是派出去的，容易让国际认为中国对美国宣战。因此改为志愿军，并使用了完全不同的番号和编制，以表示中国不是跟美国宣战，是人民志愿支援朝鲜。新近的研究表明：1950年10月8日，毛泽东以中央人民政府人民革命军事委员会主席名义签署的组成中国人民志愿军命令中，确实将军委作战部起草命令中的“中国人民支援军”改为“中国人民志愿军”。但这并不能说明是因听取了黄炎培的建议。早在1950年7月7日，军委副主席周恩来主持军委讨论组建东北边防军的会议报告整理稿上，周恩来将“支援军”均改为“边防军”，将后勤工作准备的服装改装一项中“决定参战部队均改穿朝鲜军装，待由朝鲜取回样式后，由后勤部布置”一句，改为“决定参战部队均改穿志愿军服装，使用志愿军旗帜，式样待取到后，由总后勤部布置”。另1950年8月13日，东北军区司令员兼政治委员高岗受军委委托在边防军军事会议上报告，讲到边防军将来可能到朝鲜作战时说：“到朝鲜去是以志愿军的名义出现，穿朝鲜服装，用朝鲜番号。”
中国人民志愿军是由中国人民解放军东北边防军改编而成。东北边防军组成时，中央人民政府人民革命军事委员会决定粟裕为东北边防军司令员兼政治委员，但粟裕當時生病，中革军委批准其在青岛休养一个时期。毛泽东也确曾考虑边防军出动时由林彪任统帅。但1950年9月3日毛泽东在复高岗8月30日关于边防军准备工作有关问题请示的来信中指出：“林、粟均病，两萧此间有工作，暂时均不能来。”两萧指时任东北边防军司令员的萧劲光、政委萧华。在1950年10月初中共中央作出出兵朝鲜决策后，林彪就去苏联养病，并与周恩来一起参加了关于中国出兵援朝问题与斯大林等苏联领导人的会谈。
战争初期，志愿军这一名称让联合国军误以为这不过是一只小规模的志愿者队伍。后来联合国军弄清中国人民志愿军是成建制的正规部队，只是使用了完全不同的番号后，也愿意承认“志愿军”这一名称，以将战争限制在朝鲜半岛，避免将战争升级。
当时中国人民志愿军的口号是“抗美援朝，保家卫国”。

## 历史

### 背景
1948年，在朝鲜半岛以三八线为界的美苏占领区内先后分别成立了大韩民国和朝鲜民主主义人民共和国两个政权，两者均对整个朝鲜半岛声称主权。1949年，苏美占领军先后撤军，苏联将苏占区交给朝鲜民主主义人民共和国，美国将美占区交给大韩民国。
1950年6月7日，朝鲜领导人金日成向朝鲜半岛人民发出呼吁，要求在8月5日至8月8日在全朝鲜半岛举行大选的基础上实现国家的和平统一，并且以此目的為號召先于6月15日至6月17日在海州市召开协商会议。6月11日，朝鲜三名代表越过三八线，打算向韩国各政党领导人递交和平统一国家的呼吁书，被韩国政府逮捕，后被处决。
6月25日，当时非联合国成员的朝鲜民主主义人民共和国違反聯合國當時「只承认大韩民国是整个朝鲜半岛上唯一合法政府」的決議（否认朝鮮民主主義人民共和國的存在），越过三八线攻擊当时非联合国成员的大韓民國政权，朝鲜战争爆发。3天后，朝军攻陷漢城（今名首爾）。
6月26日，美国总统杜鲁门下令驻日美军协助大韩民国国军作战；同时向联合国安理会提交申请协助韩国的动议案，并于7月7日，在常任理事国苏联代表缺席的情况下以13比1票通过，由17个国家出兵组成联合国军，任命驻日盟军最高司令麦克阿瑟为联合国军总司令。其间，6月27日，美国第七舰队驶进台湾海峡，防止台湾海峡發生軍事衝突；7月5日陆军“史密斯特遣队”成為在朝鲜半岛的第一個美军參戰部隊。
7月7日至10日，中華人民共和國中央人民政府人民革命军事委员会召开会议，作出《关于保卫东北边防的决定》，决定于7月13日组建将中国人民解放军第13兵团（辖第38、第39、第40军）和第42军及炮兵第1、第2、第8师及高射炮兵、工兵、运输兵（汽车）等各一部，共25万余人部队组成东北边防军，以确保中国东北边境安全。8月下旬，将第9兵团和第19兵团分别调至津浦线、陇海线等铁路沿线，以确保铁路运输的通顺。8月27日，9架美军飞机入侵中国辑安（今集安）、临江、安东（今丹东）领空并进行轰炸。9月上旬中革军委又抽调第50军编入东北边防军，并于10月上旬在吉林辽源完成集结。
9月15日，联合国军在麦克阿瑟的指挥下实行仁川登陆，前后夹击朝军取得成功并开始反攻。9月25日，中革军委代总参谋长聂荣臻发表声明：美军过线，中国决不会置之不理。9月28日，联合国军攻陷汉城。10月1日，韓國部队越过三八线作战，美国陆军暂时在三八线以南驻扎等待命令，而美国海军和空军一直被允许越过三八线作战，但攻击后即需返航，不得在三八线以北驻留。
10月2日中共中央书记处会议作出决定，将“派5-6个师的志愿军到北朝鲜”，但此决定尚未发出，当晚又决定将于10月4日紧急召开“政治局扩大会议”广泛讨论此事，并连夜于10月3日凌晨1时，周恩来总理紧急约见印度驻华大使潘尼迦，因为中華人民共和国和英美还没有直接外交关系，请印度政府向英国和美国传话，“美国军队正企图超越‘三八线’，扩大战争。美国军队果真这样做的话，我们不能坐视不顾，我们要管！”。杜鲁门总统认为这是对联合国将于10月7日表决英国为首提出的八国提案的“虚声恫吓”。美国说服英国提出的八国提案较含糊的提出，将在朝鲜半岛成立一个统一的受各方承认的朝鲜人的政府，但在麦克阿瑟司令的力荐下，美国已准备以协助李承晚政府武力统一朝鲜半岛去执行。
10月4日，中華人民共和国西北军政委员会主席彭德怀奉命抵达北京商讨朝鲜问题。彭德怀与高岗均积极主张出兵朝鲜参战。10月5日，“政治局扩大会议”仍决定将派志愿军赴朝鲜作战。
10月7日聯合國大會通过376號決議案，授權聯合國軍越过三八线作战。同日联合国军大部队越过三八线，向半岛东海岸港口元山和朝鲜首都平壤一线进攻。10月8日，中共中央向全军下达“抗美援朝，保家卫国”的指示，同日中央人民政府人民革命军事委员会主席毛泽东签发命令：中国人民解放军东北边防军改名为“中国人民志愿军”。10月17日，苏共中央总书记斯大林同意了中華人民共和国政务院总理兼外长周恩来要求苏联方面最迟在两个半月内提供空军掩护，还要负责中国大陸各主要城市的领空安全的请求。
10月19日联合国军攻陷平壤，在台湾问题被搁置数月之后的10月19日晚，将近5个军的中国人民志愿军第38、第39、第40、第42军和炮兵第8师、高射炮兵第1团率先从辑安（今集安县）、安东（今称丹东）、河口（即宽甸县长甸镇河口）等地点秘密渡过鸭绿江入朝作战。10月23日，炮兵第1师和炮兵第2师第29团、工兵第4团（后改为第14团）、第6团（后改为第16团）又相继入朝。

### 战史

#### 第一次战役
1950年10月25日10时，中国人民志愿军第40军第118师在北镇西北两水洞遇見韩国第6师，用了一个多小时便占领了温井并击败韩国国军，这是中国人民志愿军出国后第一次与联合国军交战。之后志愿军又向云山、宁边、熙川地区及古场洞地区联合国军展开进攻。11月2日，打敗龟头洞、古场洞地区的联合国军并攻克云山。11月3日，西线联合国军全线撤退。11月4日，联合国军主力撤至清川江以南。11月5日，第一次战役结束。

#### 第二次战役
第一次战役后，志愿军撤回至清川江地区隐蔽调整。联合国军仍认为中華人民共和国只是象征性的出兵并且兵力不大，于是重新部署，调集5个军21万兵力沿东西两线进攻，发起“圣诞节攻势”。志愿军和朝鲜人民军采用“诱敌深入，寻机各个歼敌”的方针，于11月7日，开始实施第二战役。11月25日至27日，分别从东西两线发起反击。12月6日重新占领平壤。12月17日占领咸兴。美国第8集团军司令沃尔顿·沃克于12月23日因翻车丧生。12月26日，马修·李奇微接替其职务。长津湖战役是第二次战役中的一场决定性战斗，战斗后期联合国军突破包围圈撤退，美第10军从兴南港的撤离标志着联合国军完全撤出了北朝鲜。第二次战役于12月24日结束。

#### 第三次战役
1951年元旦志愿军和朝鲜人民军推进至三八线以南50英里处，1951年1月4日汉城被志愿军第39军、第50军与朝鲜人民军第一军团重新占领。1月8日前出到北纬37度线附近水原、利川、骊州和原州一线。

#### 第四次战役
1951年1月25日，联合国军经过休整后向志愿军和朝鲜人民军发起反攻。志愿军为了集结部队，实施了防御战。志愿军两个军和朝鲜人民军一个军团在西线漢江以南地区进行防御，而志愿军的四个军和朝鲜人民军的三个军才在东线橫城地区进行反攻。3月14日，联合国军攻占汉城（今首尔）。4月11日，美国白宫解除麦克阿瑟一切职务，由马修·李奇微接任。4月13日，以美国为首的联合国军提出停战，但未被中華人民共和国方面同意。4月21日，将阵地稳固于三八线附近的开城、涟川郡、华川郡、杆城郡一线。第四次战役结束。

#### 第五次战役
4月，朝鮮戰場優勢倒向聯合國軍，1951年4月22日中朝聯軍發動第五次戰役，初期取得重大战果，美军遭受重大损失，韩国第二军团被击溃，后美军以韩国军无能为由将韩国第二军团就地解散。至29日「禮拜攻勢」結束，聯合國軍開始發動「第二次春季攻勢」，逼進鐵原、漣川，志願軍63軍试图抵抗，聯合國軍第二次跨進三八線，志愿军全線后撤約40公里，勉強阻止住聯軍的進攻。美軍的彈藥量是平常五倍，被稱為「范弗里特彈藥量」，志愿军損失慘重，奉命孤军断后的第三兵團60軍一八零師陷入包围，失踪、伤亡、被俘共计7644人。6月中旬双方均转入防御。

#### 1951年夏秋季防御作战
1951年6月4日至21日，第二十兵团率所部第67军、第68军赴朝参战。兵团司令员兼政委杨成武，副政委张南生，参谋长肖文玖，副参谋长邱蔚与赵冠英，炮兵主任李健，工兵主任薛长勇、作战处处长杨尚德、副处长安霁光、作战科长王树良，通信处长俞涛。7月15日各部均抵达指定地域，担负支援东线人民军作战、歼灭在元山登陆之敌。后根据志司命令，第二十兵团接替第九兵团，第67军接访第27军，军指挥所设在寺洞；同时西侧五圣山一带的第26军划归第二十兵团指挥；第67军以东为人民军第五军团；第68军为兵团二梯队纵深布防。兵团指挥所7月2日跨过鸭绿江，8月从阳德郡丰田里前移至淮阳郡台日里。
志愿军兵力为15个步兵军、7个地面炮兵师、4个高射炮兵师、1个坦克师。
7月10日雙方終於同意停火，坐到了談判桌前。
7月中旬至8月下旬，北朝鲜发生百年一遇特大洪水，被冲毁铁路桥90多座次，铁路冲断100多处；50%公路桥被冲毁。交通补给中断，部队断粮、痢疾流行，前线战士每天粮食定量为四两米（当时16两为500克）。趁此良机，使用美军2个师、韩军5个师的兵力，在中东部战线从北汉江以东至东海岸对朝鲜人民军80公里前线发动了夏季攻势。第67军当面之美七师、美二十五师1个团、韩二师、韩六师也发起进攻，企图突破防御，占领昌道里（位于金化郡北部）地区。经过10天艰苦行军进入阵地的67军，把主要兵力兵器部署在北亭岭、广大洞地段，采取“对主要支撑点必须坚守、次要支撑点与敌反复争夺”的方针，从8月31日起苦战十多天，反复争夺的7个高地除了780.1高地外均防守成功。
1951年全线的夏季攻势历时一个多月被粉碎后，为试探新接防的第67军的战斗力，美韩军使用5个营的兵力、数十架飞机、60多辆坦克和大批炮火，于1951年9月12日对第67军发动重点进攻志愿军第200师第599团芳通里正面537.7高地，第199师第596团正面第596.5高地。双方反复争夺。9月21日，美军3个营，韩军5个营，共8个步兵营、70多辆坦克、100多门重炮、十余架飞机，向第67军发动了“特种混合支队作战实验”进攻。整个9月，第一线的第199师、第200师分别消灭了敌军3,000人以上，守住了防线。  
1951年9月29日，范佛里特的“秋季攻势”开始。进攻重点是东线的朝鲜人民军阵地。但中线、西线志愿军第一线作战的6个军：自西向东为第64军、第47军、第42军、第26军、第67军、第68军（10月上旬接防人民军五军团），有四个军遭到敌九个师的攻击。
- 美三师2个团在100多门大炮、60多辆坦克支援下，9月29日进攻志愿军第47军的夜月山、天德山阵地。夜月山失守。
- 10月3日起，美骑一师全部、美三师2个团、泰国团、英联邦第一师，在200多辆坦克、300多门大炮支援下，进攻志愿军第64军与第47军结合部。
- 10月8日，美二师、韩八师在40多辆坦克掩护下，沿公路及其以西地域向正在接防北汉江以东地域朝鲜人民军第五军团的第68军所守的文登里进攻，实施“坦克劈入战”，激战10昼夜，歼敌700余人，击毁坦克28辆，粉碎了敌军夺取文登里的企图。
- 10月13日，美韩军4个师，在7个工兵营、200余辆坦克、250多门大炮支援下，向第67军24km防线全面进攻。经过3昼夜激战，前进了不足2km。10月16日转入重点进攻，进攻1个连至1个排的阵地即发射炮弹1-3万发，轰炸上百架次。李水清师长指挥第199师的梨船洞防御战从10月15日至18日四昼夜内，美韩军以1至3个团级兵力冲击25次，第199师歼美军4,000余人。10月19日攻势明显转弱。10月22日起停止进攻。第67军伤亡一万余人，击毁坦克39辆，击落敌机14架，歼敌23,000余人。

志愿军统计，“秋季攻势”从9月29日至10月22日，共歼敌79,000人。
10月31日至11月底，志司统一布置第64军、第47军、第42军、第26军、第67军各一部向敌15个前沿连排支撑点实施了27次进攻，歼敌万余人。
11月下旬，彭德怀指定由陈赓在志司所在地桧仓主持《志愿军入朝对敌作战之战术总结》。参与编写的有三兵团作战处长王振夫、九兵团作战处长金冶、十九兵团作战处长原星、二十兵团作战处长杨尚德、志司作战处副处长杨迪、40军作战科长尹灿贞。至1952年7月初完成编写。

#### 上甘岭战役
1952年10月14日，联合国军向上甘岭地区志愿军第15军防守的阵地发起进攻。战役历时43天，经历三个阶段：第一阶段双方围绕两个高地表面阵地展开激烈争夺；第二阶段表面阵地为联合国军占领，志愿军与联合国军展开坑道战击；第三阶段志愿军发起决定性反击，迫使联合国军停止进攻。这次战役也是朝鲜战争中少有的惨烈的战役。联合国军自此以后再也没有发动较大规模的进攻。

#### 金城战役
1953年6月15日，朝鲜停战谈判达成全部协议。但是韩国总统李承晚拒绝承认和平协议的达成，于6月17日深夜起，以“就地释放”的名义将大批朝鲜人民军被俘人员（约2万余人）强制编入韩国现役军队，并且表示要继续“北进”、“单独幹”，且不服从联合国军的领导，引起联合国军参战各国的强烈不满，英国首相丘吉尔更公开称之为“无耻的背叛”。针对李承晚的行为，志愿军推迟停战协定签字时间，于7月13日集中了6个军（第21、第54、第60、第67、第68、第24军）发动了主要针对李承晚韩国军队的金城战役（又称为“金城反击战”）。这是朝鲜战争最后一次大规模也是最后一次战役，随后7月27日双方正式签定停战协议，朝鲜战争至此全部结束。

### 停战及撤兵

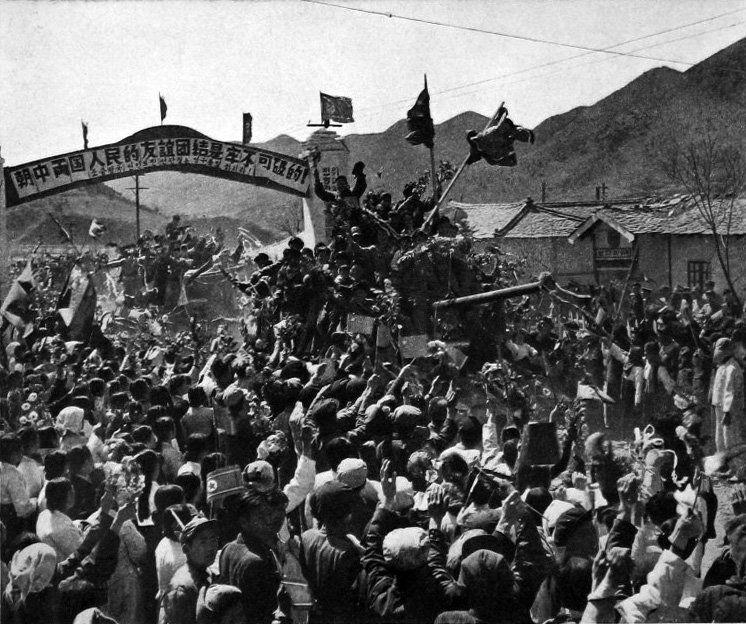
第一批歸國的中國人民志願軍坦克部隊，在路過朝鮮金華郡群眾夾道歡送時拍攝。

1953年7月双方签署《关于朝鲜军事停战的协定》，谈判的最终结果是在三八线附近以1953年7月27日22点整双方实际控制线南北各2公里宽设立非军事区。1954年10月开始撤回，1958年10月29日全部撤回中国大陸。
1958年后，在朝鲜军事停战委员会内，由中国方面派出一名正軍級軍官，率隊長駐板門店，作為志願軍駐板門店代表。
1991年3月，由于美国决定由韩国军队出任“联合国军”代表团职务，而韩国并非停战协议签约方，朝鲜提出抗议并不再参与会议，停战委员会实际陷入瘫痪状态。1994年4月28日，朝鲜人民军决定停止参加停战委员会活动，并不再承认停战委员会联合国军司令部部分为对应机构，派遣一个由最高司令官任命的新的小组同美国军方接触，讨论尚未解决的军事问题，包括新的确保持久和平的制度，以取代停战委员会。与此同时，朝鲜政府请求中国撤回驻板门店停战委员会的代表团。
1994年9月1日，中华人民共和国外交部副部长唐家璇与朝鲜外务省副相宋浩京举行会谈。中国外交部宣布，考虑到朝鲜方面的要求，中央军事委员会决定调回军停会中的中国人民志愿军代表团。1994年12月15日，中央军事委员会主席江泽民命令召回駐板門店軍事停戰委員會中國人民志願軍代表团。同日，派驻朝鲜军事停战委员会朝中方面的中国人民志愿军代表团乘火车离开平壤，奉调回国。
不过，中央軍事委员会至今未有明文或命令解散中國人民志願軍。

## 编制
朝鲜战争期间，中国人民志愿军总部领导管理下列单位：

### 总部机关
- 司令部
- 政治部
- 后方勤务司令部
- 炮兵司令部
- 装甲兵指挥所
- 工兵指挥所
- 中朝联合前方铁道运输司令部
- 空军联合司令部

### 直属单位
- 中国人民志愿军第三兵团
- 中国人民志愿军第九兵团
- 中国人民志愿军第十三兵团
- 中国人民志愿军第十九兵团
- 中国人民志愿军第二十兵团
- 中国人民志愿军第二十三兵团

## 历任领导

### 志愿军司令部
| 中国人民志愿军司令员 - 彭德怀（1950年10月－1954年9月） - 陈赓（1952年4月－6月，代司令员） - 邓华（1952年7月－1954年9月，代司令员） - 邓华（1954年9月－10月） - 杨得志（1954年10月－1955年4月） - 杨勇 志愿军上将（1955年4月－1958年10月） 中国人民志愿军副司令员 - 邓华（1950年10月－1951年6月） - 邓华（1951年6月－1954年9月，第一副司令员） - 朴一禹 中将（1950年10月－？，朝方驻志愿军代表，实际未到任） - 洪学智（1950年10月－1954年2月） - 韩先楚（1950年10月－1952年7月） - 陈赓（1951年6月－1952年7月，第二副司令员） - 杨得志（1952年7月－1954年10月，第二副司令员） - 宋时轮（1951年6月－1952年7月，第三副司令员） - 杨勇（1954年2月－1955年4月，第三副司令员） 中国人民志愿军参谋长 - 解方（1950年10月－1953年4月） - 张文舟（1951年8月－1953年4月，代理参谋长） - 李达（1953年4月－1954年2月） - 杨勇（1954年2月－1955年5月） - 王蕴瑞 志愿军少将（1956年10月－1958年10月） | 中国人民志愿军政治委员 - 彭德怀（1950年10月－1954年9月，司令员兼） - 陈赓（1952年4月－1952年7月，代理） - 邓华（1952年7月－1954年9月，代理） - 邓华（1954年9月－10月，司令员兼） - 李志民 志愿军上将（1955年3月－1957年10月） - 王平 志愿军上将（1957年10月－1958年10月） 中国人民志愿军副政治委员 - 邓华（1950年10月－1954年9月，副司令员兼） - 朴一禹 中将（1950年10月－？，朝方驻志愿军代表，实际未到任） - 甘泗淇（1951年8月－1953年4月） - 李志民（1954年2月－1955年3月） - 王平 志愿军上将（1957年9月－10月） - 梁必业 志愿军中将（1957年10月－1958年10月） |

### 志愿军代表团

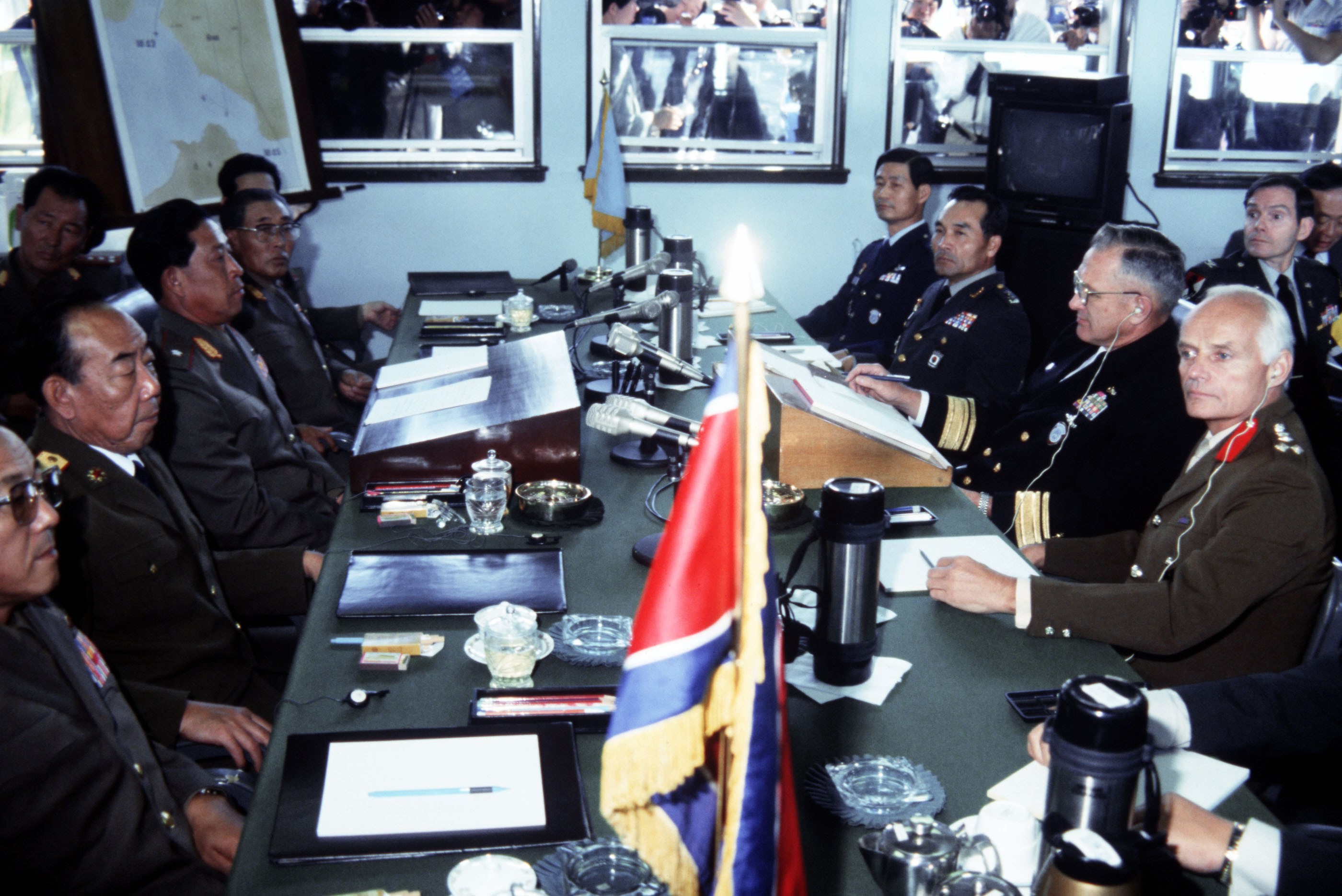
於1990年召开的联合国軍事停戰委員會第458次會議。时任军停会朝中方面委员、中国人民志愿军代表团团长兼政委田胜少将（左二），代表志愿军出席会议。

朝鲜军事停战委员会朝中方面中国人民志愿军委员、中国人民志愿军代表团团长
- 丁国钰、柴成文（1953年7月28日－1955年1月21日）
- 张秀川（1955年1月21日－1955年11月13日）
- 任荣 志愿军少将（1955年11月13日－1964年2月）
- 柴成文 志愿军少将（1964年6月－1965年6月）
- 丁甘如 （1965年9月－1966年8月）
- 何渠若（1971年6月8日－1973年9月12日）
- 陈健吾（1973年12月26日－1978年5月31日）
- 牛克伦（1978年6月19日－1980年）
- 叶昌渠（1980年－1982年6月）
- 王健（1982年6月－1985年）
- 田胜 志愿军少将（1985年7月3日－1992年）
- 卢光邺 志愿军大校（1993年7月7日－1994年9月）

朝鲜军事停战委员会朝中方面中国人民志愿军驻开城联络处处长
- 郑文翰（1953年9月[11]）

……
- 王育智 （任职时间待查）
- 苗杰 （任职时间待查）
- 殷广涛 （代理，任职时间待查）
- 田胜 （任职时间待查）
- 顾展宏 （任职时间待查）
- 汤道凯 （任职时间待查）
- 赵嗣安 志愿军大校（？－？）
- 郑道根 志愿军少將（任职时间待查）

## 规章制度

### 胸章
1953年停战以后，由中革军委总政治部、中国人民志愿军政治部批准，志愿军干部、战士开始佩戴“中国人民志愿军”布胸章，大体开始时间是1953年10月。志愿军胸章颜色、尺寸和用料与“中国人民解放军”胸章相同。是一块长方形白布条（双层布，表面四边有白色匝道），佩戴在左胸衣袋上方，印有黑色的“中国人民志愿军”繁体字和红色的边框，反面印有黑色表格，依次为：姓名、部别、职别、使用年度，个人资料一般用钢笔、毛笔填写。

### 军服
1950年6月25日，朝鲜战争爆发。7月13日，中共中央决定组建东北边防军。同年10月，中国人民志愿军赴朝参战。志愿军从编成到出国，时间很短，一切准备工作都很仓促。首批入朝部队军官都穿着朝鲜人民军军服——朝式带折直筒帽、立领黄呢军服、牛皮武装带、黄呢马裤、黑色长筒马靴……志愿军干部不戴军衔肩章，师职以上穿将官服、团营职穿校官服、连排职穿尉官服，士兵穿朝鲜士兵军服的，除首批入朝部队换发了朝鲜人民军服装外，其余陆续入朝的志愿军各部队，均着穿“50式”军服，都不戴帽徽、胸章。1951年6月22日为适应战场环境军委总后勤部下达《关于志愿军冬服式样与质量的指示》，对朝鲜战场志愿军干部、战士棉衣裤、棉帽、毛皮鞋等都进行了一些改进，将夏装的肩、肘、膝、臀等部位增加了辅强垫布，提高了军服的耐磨程度。冬服考虑到保暖和结实，棉衣改成行缝，散袖口改成紧袖口，配穿马裤，增强了保暖性，大头鞋改成高腰以防灌雪。夏服大檐帽改为解放帽，冬季栽绒帽。。1955年后换装苏联风格的55式军服，除帽徽、纽扣等上无“八一”字样外，与中国人民解放军的着装样式基本相同。

### 战歌
《中国人民志愿军战歌》是由中国人民志愿军某部炮兵1师26团5连指导员麻扶摇作词，作曲家周巍峙作曲。

## 人员损失

### 伤亡
志愿军伤亡早期的統計53萬餘人次 。《中国人民志愿军抗美援朝战史》的数据，志愿军作战减员36.6万人。数据来源是1953年9月志愿军司令部的统计。作战减员是指战斗中伤亡者或者失踪被俘者；非作战减员是指病退、病故、裁减、事故减员、军事法院判决等。抗美援朝烈士是指在朝鲜阵亡、因战伤不治死亡、病故、事故亡的志愿军军人、在后勤兵站系统工作的东北支前农民工、支前的铁路系统职工、交通运输职工等等。其中，阵亡是指凡在阵地上牺牲的或在营卫生所、团级救护所抢救无效牺牲的战斗人员。《中国人民志愿军抗美援朝战史》的志愿军阵亡人数11.6万人就是以此定义而来。志愿军后勤统计的志愿军军人阵亡为114,084人，伤后亡21,677人，病故13,210人，三项合计14.8万人，如果考虑《战史》记载的失踪被俘2.9万人减去被俘人员2.07万人（美方在停战谈判中公布的俘虏数据）得到的8300失踪人员也纳入志愿军死亡人数，那么志愿军军人作战死亡和非作战死亡总数为15.63万人。上述志愿军后勤统计数据不包括事故当场死亡、支前职工的轰炸亡、病故等也归属抗美援朝烈士的那部分。位于丹东市的抗美援朝纪念馆在2010年10月25日公布的经过十余年从全国各地市、县两级民政系统统计而来的抗美援朝烈士共计183,108人。
分省统计数据，人数最多的是四川省（含重庆市、西康省、不含西康省昌都地方）30,519人、山东省19,766人、吉林省18,499人，最少的是青海省56人、新疆省93人。

### 戰俘

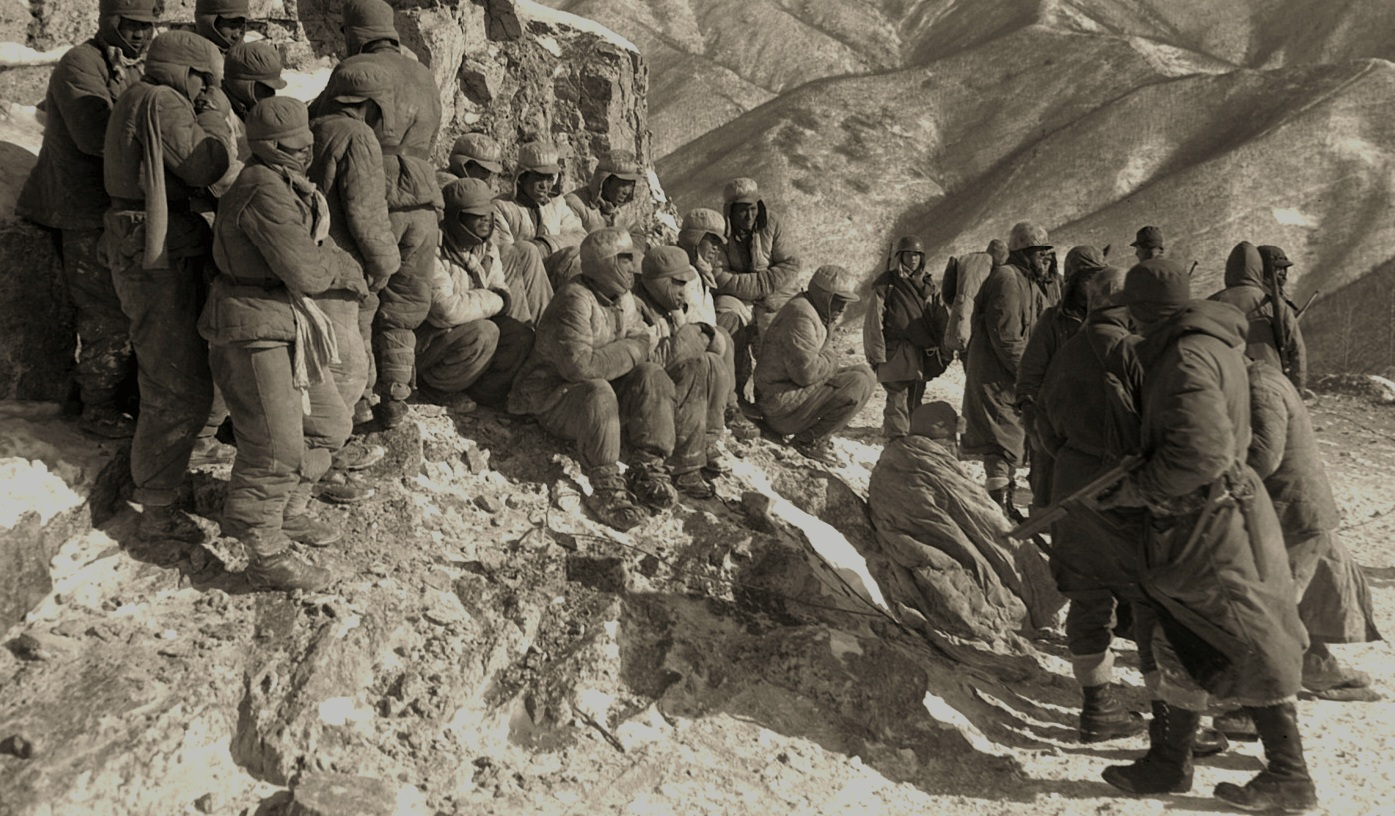
1950年12月長津湖戰役中被俘的中國人民志願軍士兵

中國人民志願軍有兩萬兩千多人被俘，戰俘中連排級軍官有600人左右、營級30餘人、團級5人、師級1人（6名师团级干部皆来自第六十军一八○师），幸存的女战俘1人，主要被關押在巨濟島等地。1951年12月，朝鮮停戰談判進入戰俘議程後，朝鮮民主主義人民共和國與中國人民志願軍提出停戰後雙方戰俘應「全部遣返」，聯合國軍則堅持「自願遣返」，雙方為戰俘遣返的原則進行了一系列激烈的外交和軍事鬥爭，最终基於「自願遣返」原則達成協議。志願軍戰俘有7,110人返回中国大陆，14,235人選擇前往台灣。

## 军纪
中國人民志願軍的军纪在當時的西方標準而言也是嚴格的，與1912年至1949年的國民黨和軍閥軍隊的惡劣军纪呈明顯對比。全軍的紀律普遍適用，中共黨員預計比非黨員同樣違規受到更多處罰，法規也禁止毆打和虐待士兵。雖然違抗某些命令會被執行死刑，但很少真的使用死刑。
时任联合国军总司令的馬修·邦克·李奇威的《朝鲜战争回忆录》第四章“中国人参战──第1陆战师且战且退”中记载，正面评价中国军队善待俘虏，和朝鲜人民军的虐待俘虏政策完全不同。正面称赞中國志願軍是一支紀律嚴明的軍隊，是值得尊敬的敵人。朝鮮戰爭期間，美國前線作戰部隊也對中國志願軍的戰鬥意志給予了高度評價。

## 装备

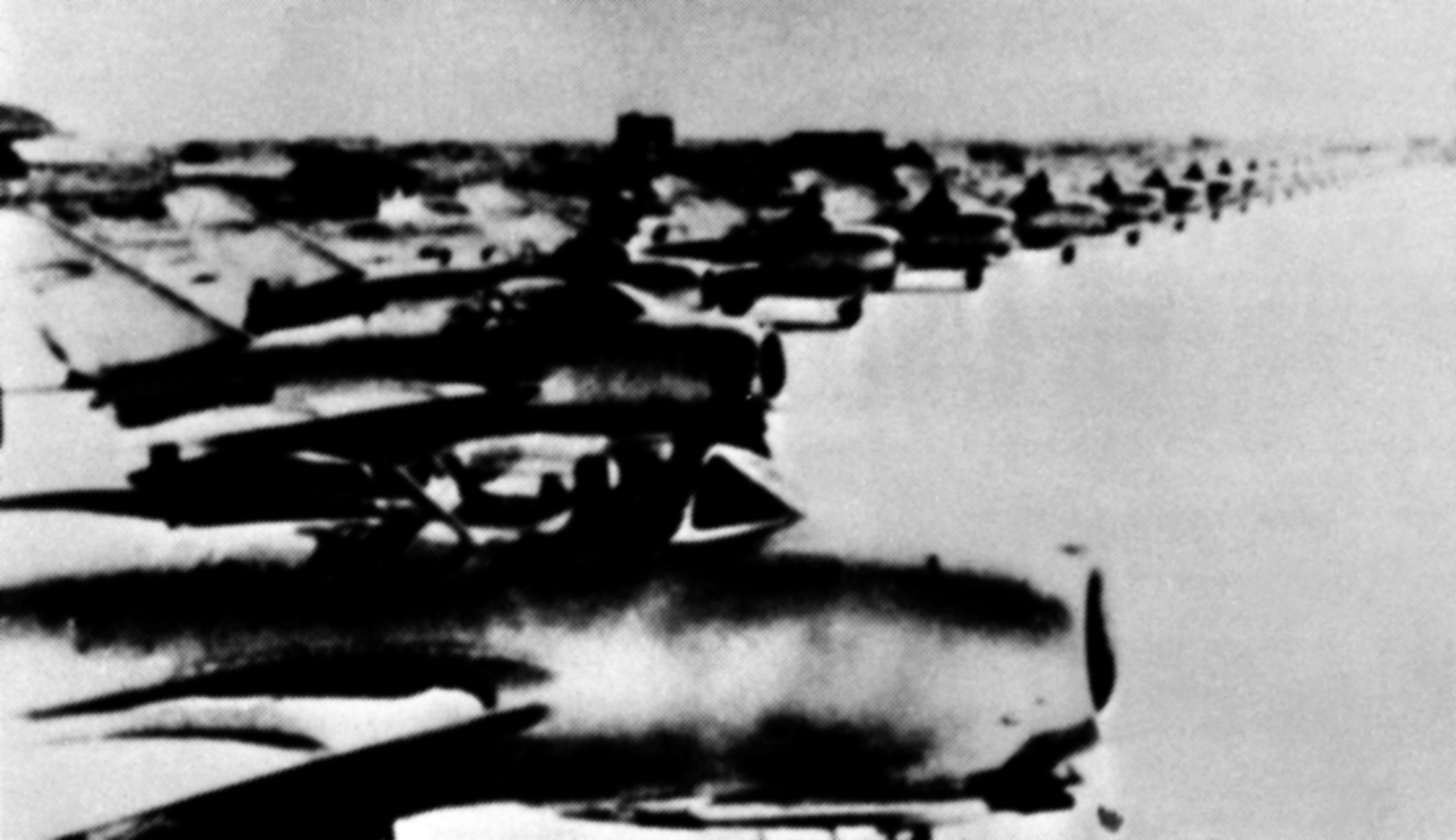
米格-15

志愿军的枪械、坦克、裝甲車和战斗机等绝大多数主战装备皆由蘇聯提供，例如陆军的主战坦克为T-34和IS-2、空軍的主力戰鬥機有米格-15、米格-17等，海軍方面则由两个快艇大队、两个海岸炮兵连队和一个布雷分队组成，驻扎于朝鲜西海岸地区。入朝初期主要使用缴获自日军、中华民国国军和美军的武器装备，1951年3月后开始逐步换装苏式武器装备。

### 機槍
| 武器名稱      | 原產地         | 備註             |
| ------------- | -------------- | ---------------- |
| DP-28         | 苏联           | 包括改进型DPM    |
| RP-46         | 苏联           |                  |
| RPD           | 苏联           | 1956年后开始装备 |
| DShK          | 苏联           | 包括改进型DShKM  |
| KPV           | 苏联           | 1955年后开始装备 |
| SG-43         | 苏联           | 包括改进型SGM    |
| 马克沁1910/30 | 苏联           |                  |
| MG42          | 納粹德國/ 东德 |                  |
| 二四式重機槍  | 中華民國       |                  |
| ZB26式輕機槍  | 捷克斯洛伐克   |                  |
| 三年式重機槍  | 日本           |                  |

### 步槍/卡賓槍
| 武器名稱        | 原產地         | 備註                                     |
| --------------- | -------------- | ---------------------------------------- |
| AK-47/AKS-47    | 苏联           | 1956年后开始装备，在当时曾被归类为冲锋枪 |
| 莫辛-纳甘       | 苏联           | 1955年后逐步被AK-47和SKS取代             |
| SVT-40          | 苏联           | 1955年后逐步被AK-47和SKS取代             |
| SKS             | 苏联           | 1956年后开始装备                         |
| 白朗寧自動步槍  | 美国           | 繳獲自美軍,南朝鲜军或內戰時國軍          |
| M1步枪          | 美国           | 繳獲自美軍,南朝鲜军或內戰時國軍          |
| M1903春田步槍   | 美国           | 繳獲自美軍,南朝鲜军或內戰時國軍          |
| M1卡賓枪        | 美国           | 繳獲自美軍,南朝鲜军或內戰時國軍          |
| 李-恩菲爾德步槍 | 英国           | 繳獲或繼承自國軍及藏軍或繳獲自英軍       |
| 漢陽八八式步枪  | 中華民國/ 大清 | 1955年后逐步被AK-47和SKS取代             |
| 中正式步枪      | 中華民國       | 1955年后逐步被AK-47和SKS取代             |
| 三八式步枪      | 日本           | 1955年后逐步被AK-47和SKS取代             |

### 狙擊步槍
| 武器名稱                     | 原產地 | 備註 |
| ---------------------------- | ------ | ---- |
| 配備PU瞄具的莫辛-纳甘1891/30 | 苏联   |      |

### 衝鋒槍
| 武器名稱   | 原產地 | 備註                    |
| ---------- | ------ | ----------------------- |
| PPSh-41    | 苏联   | 1955年后逐步被AK-47取代 |
| PPS        | 苏联   | 1955年后逐步被AK-47取代 |
| M3衝鋒槍   | 美国   | 繳獲自美軍或內戰時國軍  |
| 斯登衝鋒槍 | 英国   | 繳獲自英軍或內戰時國軍  |

### 手槍
| 武器名稱  | 原產地     | 備註                       |
| --------- | ---------- | -------------------------- |
| TT-30     | 苏联       |                            |
| TT-33     | 苏联       |                            |
| PM        | 苏联       | 1957年后开始装备           |
| APS       | 苏联       | 少量采用，1957年后开始装备 |
| 纳甘M1895 | 俄罗斯帝国 |                            |
| 毛瑟C96   | 德意志帝國 | 弹药可与TT手槍通用         |

### 反坦克武器
| 武器名稱            | 原產地         | 備註                    |
| ------------------- | -------------- | ----------------------- |
| RPG-2               | 苏联           | 1955年后开始装备        |
| 51式火箭筒          | 中华人民共和国 | 仿製M20超級巴祖卡火箭筒 |
| M20超級巴祖卡火箭筒 | 美国           | 繳獲自美軍              |

### 刺刀
| 武器名稱 | 原產地 | 備註             |
| -------- | ------ | ---------------- |
| 6KH2     | 苏联   | 1956年后开始装备 |

### 手榴彈
| 武器名稱       | 原產地                   | 備註             |
| -------------- | ------------------------ | ---------------- |
| F-1            | 苏联                     |                  |
| RGD-33         | 苏联                     |                  |
| RPG-43         | 苏联                     |                  |
| RG-42          | 苏联                     |                  |
| RGD-5          | 苏联                     | 1956年后开始装备 |
| 巩式柄状手榴弹 | 中華民國/ 中华人民共和国 |                  |

## 歸還志願軍遺骸
从2014年起，韩国与中国达成协议，约定每年向中国移交志愿军遗骸，这些遗骸都安葬在沈阳抗美援朝烈士陵园。

## 纪念

### 知名人物
- 黄继光：1952年10月19日晚，在上甘岭战役中黄继光在身受重伤的情况下，用身体堵住了联合国军的机枪眼而阵亡。1952年12月21日，新华社发出了长篇通讯《马特洛索夫式的英雄黄继光》。
- 杨根思：1950年11月29日，杨根思率其领导的3排防守1071.1高地，在寡不敌众的情况下抱起一个5公斤重的炸药包冲入美军部队引爆，他和40余个美军士兵同时阵亡。
- 邱少云：1952年10月11日夜，在391高地执行战斗任务中，被联合国军发射的燃烧弹引燃了衣服，为保证行动不被暴露，被活活烧死。
- 罗盛教：1952年1月2日在平安南道成川郡石田里为抢救因滑冰坠落冰窟窿的朝鲜儿童崔莹而牺牲，为纪念烈士，此地的村庄、山峰、河流遂因罗盛教易名。
- 毛岸英：毛泽东的长子，丧生于1950年11月25日的一次美军的空袭中。
- 吴国璋：志愿军第39军第一副军长，1951年10月6日死于美军空袭。
- 李湘：志愿军第67军军长，1952年7月8日病死。
- 饶惠谭：志愿军第23军参谋长，1953年3月21日死于美军空袭。
- 蔡正国：志愿军第50军代军长，1953年4月12日死于美军空袭。

### 纪念活动
- 抗美援朝纪念馆位于丹东市，始建于1958年，1990年10月24日扩建，1993年7月25日建成开馆。抗美援朝纪念馆主要是陈列中国人民志愿军入朝作战的战史，内容分布在陈列馆、空军专馆、全景画馆和露天兵器陈列场。[33]
- 2000年10月25日上午9点，中共中央政治局常委、国家副主席、中央军委副主席胡锦涛在北京召开了纪念中国人民志愿军抗美援朝出国作战50周年大会，中共中央总书记、国家主席、中央军委主席江泽民、中共中央政治局常委李鹏、朱镕基、李瑞环、李岚清出席大会。[34]
- 2000年10月25日晚，朝鲜民主主义人民共和国政府在平壤五一体育场举行包括朝鲜劳动党总书记、国防委员会委员长金正日，朝鲜最高人民会议常任委员会委员长金永南，国防委员会第一副委员长、朝鲜人民军总政治局局长赵明录次帅，朝鲜人民军总参谋长金永春次帅，国防委员会副委员长、朝鲜人民武装力量部部长金一哲次帅等朝鲜党政军高级官员的18万人参加的盛大集会，隆重纪念中国人民志愿军赴朝参战50周年。[35]中央軍委副主席、國務委員兼國防部長遲浩田上將率領的中國高級軍事代表團全體成員，中國人民志願軍老戰士代表團全體成員，中國駐朝鲜大使王國章及武官嚴江楓少將，以及中國驻朝機構代表等應邀參加了集會。
- 2010年10月25日，纪念中国人民志愿军抗美援朝出国作战60周年座谈会在北京人民大会堂举行。中共中央总书记、国家主席、中央军委主席胡锦涛在会前接见与会人员，中共中央政治局常委、国家副主席习近平在座谈会上讲话。[36]
- 2020年7月2日，中共中央、国务院、中央军委决定，将颁发中国人民志愿军抗美援朝出国作战70周年纪念章，于2020年10月开始陆续发放。[37]
- 2020年10月22日，为纪念中国人民志愿军抗美援朝入朝作战70周年，中国人民银行发行中国人民志愿军抗美援朝出国作战70周年金银纪念币，纪念币一套2枚，金、银质各一枚，均为中华人民共和国法定货币。[38]
- 2020年10月23日上午10点，在北京召开了纪念中国人民志愿军抗美援朝出国作战70周年大会。[39]

### 纪念设施
- 抗美援朝纪念馆，位于中国辽宁省丹东市
- 中国人民革命军事博物馆，内设抗美援朝战争馆，位于中国北京市海淀区
- 友谊塔，位于朝鲜平壤市牡丹峰附近

- 杨连第烈士纪念碑，位于中国河南省三门峡市陕县杨连第桥旁，纪念杨连第烈士
- 孙占元烈士纪念堂，位于中国河南省安阳市林州市林州烈士陵园内，纪念孙占元烈士
- 邱少云烈士纪念馆，位于中国重庆市铜梁县，纪念邱少云烈士
- 振林路，位于中国河南省林州市，以栗振林烈士命名。
- 杨连第桥，1952年中央人民政府铁道部以中国人民志愿军一级人民英雄杨连第烈士名字命名，为陇海铁路八号桥，位于河南省三门峡市陕县。

集中安葬的烈士陵园：
- 桧仓中国人民志愿军烈士陵园，位于朝鲜平安南道桧仓郡
- 平壤中国人民志愿军烈士陵园，位于朝鲜平壤直辖市兄弟山
- 球场中国人民志愿军烈士陵园，位于朝鲜平安北道球场郡
- 龟城中国人民志愿军烈士陵园，位于朝鲜平安北道龟城市
- 阳德中国人民志愿军烈士陵园，位于朝鲜平安南道阳德郡
- 平山中国人民志愿军烈士陵园，位于朝鲜黄海北道平山郡
- 肃川中国人民志愿军烈士陵园，位于朝鲜平安南道肃川郡
- 云山中国人民志愿军烈士陵园，位于朝鲜平安北道云山郡，安葬第一次战役牺牲的志愿军烈士。
- 价川中国人民志愿军烈士陵园，位于朝鲜平安南道价川市，安葬第二次战役牺牲的志愿军烈士。
- 长津湖中国人民志愿军烈士陵园，位于朝鲜咸镜南道长津湖，安葬第二次战役牺牲的志愿军烈士。
- 开城中国人民志愿军烈士陵园，位于朝鲜开城特级市松岳山，安葬第三次战役牺牲的志愿军烈士。
- 平康中国人民志愿军烈士陵园，位于朝鲜江原道平康郡上甲里，安葬上甘岭战役牺牲的志愿军烈士。
- 金城中国人民志愿军烈士陵园，位于朝鲜江原道金化郡，安葬金城反击战牺牲的志愿军烈士。
- 安州中国人民志愿军烈士陵园，位于朝鲜平安南道安州市，安葬志愿军铁道兵烈士。
- 沈阳抗美援朝烈士陵园，位于中国辽宁省沈阳市于洪区，由韩国移交的烈士遗骸会安葬在这里。
- 丹东抗美援朝烈士陵园，位于中国辽宁省丹东市元宝区爱民街
- 集安市烈士陵园，位于中国吉林省集安市

独立安葬的烈士陵园：
- 杨根思烈士陵园，位于中国江苏省泰兴市根思乡根思村，安葬杨根思烈士
- 遂宁市烈士陵园，位于中国四川省遂宁市，安葬伍先华烈士
- 许家朋烈士陵园，位于中国安徽省宣城市绩溪县家朋乡，安葬许家朋烈士
- 李家发烈士陵园，位于中国安徽省芜湖市南陵县，安葬李家发烈士
- 杨春增烈士陵园，位于中国河北省沙河市，安葬杨春增烈士
- 罗盛教烈士陵园，位于中国广西壮族自治区桂林市奇峰镇，安葬罗盛教烈士

雕塑：
- 志愿军像（程曼叔、叶庆文作），1956年立，位于中国浙江省杭州市六公园
- 志愿军俘虏美军伤员（刘士铭作），1951年于中国北京市王府井新华书店内展出
- 志愿军英雄（刘士铭作），为临时雕像，于1951年立于中国北京市王府井
- 为了和平（陈绳正作），2006年立，位于中国辽宁省丹东市鸭绿江断桥旁

### 影视及文学作品
诗歌：
- 郭沫若、艾青、臧克家、未央、胡征、胡昭、李瑛、田间、严辰、柯原、袁水拍、杨刚等的诗作

通讯、散文、报告文学、传记：
- 魏巍，谁是最可爱的人？，人民日报1951年4月11日
- 魏巍，依依惜别的深情
- 魏巍，谁是最可爱的人（通讯集），北京：人民文学出版社，1958年
- 杨朔，鸭绿江南北，天下出版社，1951年
- 杨朔，万古青春，北京：中国青年出版社，1954年
- 杨朔，金星英雄（报告文学）
- 巴金，生活在英雄们中间（散文通讯集）（1952年）
- 巴金，保卫和平的人们（散文通讯集）（1954年）
- 巴金，我们会见了彭德怀司令员
- 菡子，和平博物馆，新文艺出版社，1954年
- 菡子，前线的颂歌，北京：人民文学出版社，1959年
- 刘白羽，朝鲜在战火中前进
- 刘白羽，对和平宣誓
- 华山，远航集
- 靳以，祖国——我的母亲
- 黄钢，在根思牺牲的地方
- 陆柱国，中华男儿
- 白艾，鹰
- 黄谷柳，战友的爱
- 刘岚山，和英雄们相处的日子
- 黎家健，朝鲜停战前后见闻
- 韩希梁，黄继光
- 朝鲜通讯报告选（一、二、三辑），北京：人民文学出版社，1952年至1953年
- 志愿军英雄传，北京：人民文学出版社，1956年
- 志愿军一日，北京：人民文学出版社，1956年
- 凯歌声中话友谊，北京：解放军文艺出版社，1958年
- 志愿军女军人（散文特写集）（1995年）

小说：
- 巴金，团圆
- 巴金，英雄的故事（短篇小说集）（1953年）
- 巴金，李大海（短篇小说集）（1961年）
- 老舍，无名高地有了名（中篇小说）
- 杨朔，三千里江山（长篇小说）（1952年）
- 海默，突破临津江（中篇小说）（1954年）
- 傅泽，小姐妹们（短篇小说）
- 傅泽，零下三十度（长篇小说，未完稿）
- 魏巍，东方（长篇小说）
- 孟伟哉，昨天的战争（长篇小说）
- 路翎，窪地上的战役，载人民文学1954年第3期
- 哈金，戰廢品（長篇小说）（2004年）
- 王北山，韓戰生死戀（長篇小说型傳記）（2003年）ISBN：9574108465
- 冬與獅，（长篇小说，2021年）

電影：
- 斩断魔爪（上海电影制片厂1954年摄制）
- 为了和平（上海电影制片厂1956年摄制）
- 上甘岭（长春电影制片厂1956年摄制）
- 长空比翼（八一电影制片厂1958年摄制）
- 前方来信（天马电影制片厂1958年摄制）
- 友谊（八一电影制片厂1959年摄制）
- 三八线上（八一电影制片厂1960年摄制，根据中国人民解放军火线文工团集体创作的同名话剧改编）
- 奇袭（八一电影制片厂1960年摄制）
- 烽火列车（长春电影制片厂1960年摄制）
- 铁道卫士（长春电影制片厂1960年摄制）
- 慧眼丹心（珠江电影制片厂1960年摄制）
- 英雄坦克手（八一电影制片厂1962年摄制）
- 英雄儿女（长春电影制片厂1964年摄制，根据巴金小说《团圆》改编）
- 打击侵略者（八一电影制片厂1965年摄制，根据宋之话剧保卫和平改编）
- 奇袭白虎团（长春电影制片厂1972年摄制）
- 激战无名川（八一电影制片厂1974年摄制）
- 碧海红波（西安电影制片厂1975年摄制）
- 长空雄鹰（长春电影制片厂1976年摄制）
- 飞虎（八一电影制片厂1977年摄制）
- 心弦（上海电影制片厂1981年摄制）
- 心灵深处（长春电影制片厂1982年摄制）
- 战地之星（八一电影制片厂1983年摄制）
- 毛泽东和他的儿子（潇湘电影制片厂1991年摄制）
- 神龙车队（八一电影制片厂1993年摄制）
- 铁血大动脉（八一电影制片厂1998年摄制）
- 北纬三十八度线（八一电影制片厂2000年摄制）
- 三八线上的女兵（CCTV电影频道2000年摄制）
- 我的战争（中国电影股份有限公司2015年摄制，根据巴金小说《团圆》改编）
- 金刚川2020年拍摄
- 长津湖、長津湖之水門橋（博纳影业与八一电影制片厂2020年摄制）
- 志愿军：雄兵出击（中影股份与八一电影制片厂2022-2023年摄制）

纪录片：
- 钢铁运输线（八一电影制片厂1954年摄制）
- 较量（八一电影制片厂1996年摄制）
- They Chose China（王水泊，2005）
- 1950他们正年轻

军事教育片：
- 奇袭武陵桥（八一电影制片厂1958年摄制）
- 坚守文登川

戏曲：
- 京剧《奇袭白虎团》：中国人民志愿军京剧团在朝鲜战争战场上创编并首演，后原团转制为山东省京剧团，对此剧进一步加工。该剧后在文化大革命中成为样板戏之一。

歌曲：
- 我的祖国（乔羽词，刘炽曲，电影上甘岭插曲，由郭兰英演唱）

话剧：
- 战线南移（胡可编剧，中国人民解放军华北军区文工团话剧队演出）
- 地下长城（傅铎编剧，中国人民解放军总政治部话剧团演出）
- 保卫和平（宋之编剧，中国人民解放军战士话剧团演出）

电视剧：
- 硝烟散后（黑龙江省委组织部、黑龙江电影电视剧制作中心1990年联合拍摄，讲述40年隐功不报的活烈士李玉安的故事）
- 壮志凌云（中国电视剧制作中心2000年出品）
- 抗美援朝（李前宽导演，中国中央电视台2001年摄制）
- 三八线（2015年摄制）
- 战火熔炉（2018年在韓中國人民志願軍烈士遺骸）
- 跨过鸭绿江（2020年摄制）
- 冰雪尖刀连（2023年）

動畫：
- 那年那兔那些事（番外篇抗美援朝系列，2016年7月發表）

电脑游戏：
- 《决战朝鲜》（西山居软件有限公司1998年出品）

### 引用
1. ↑  . mil.news.sina.com.cn.   [2020-07-23]. （原始内容存档于2020-07-23）.
2. ↑  代丽丽; 白继开. . 北京日报. 2023-10-10  [2024-05-02]. （原始内容存档于2024-05-02）.
3. ↑  . 中国共产党新闻网.   [2024-05-02]. （原始内容存档于2024-05-02）.
4. ↑  编辑:张中江. . 中国新闻网. 中国共产党新闻网. 2009-04-28  [2023-07-26]. （原始内容存档于2023-07-26）. 5月13日，金日成来华向中共中央通报他秘密访苏和斯大林已同意他统一朝鲜半岛的计划。毛泽东当即表示，这是一个重大问题，我们要向苏方核实。随后紧急约见苏联驻华大使罗申，请他报告斯大林证实金日成的说法。第二天，罗申拿着斯大林的回电求见毛泽东，证实了此事。毛泽东对金日成说，我们不是敌人的参谋长，要多设想可能发生的情况。为了准备应付万一，中国人民解放军准备在鸭绿江我方一侧部署三个军的兵力，如果美国出兵，只要他们不越过“三八线”，我们也不过鸭绿江；如果美国越过“三八线”，我们可以考虑以志愿军的名义出兵参战。
5. ↑  .   [2014年10月30日]. （原始内容存档于2014年10月30日）.
6. ↑  . 人民网.   [2010-03-13]. （原始内容存档于2016-03-04） （中文（中国大陆））.
7. ↑  . 新浪网.   [2010-03-13]. （原始内容存档于2017-02-28） （中文（中国大陆））.
8. ↑  新华社北京. . 杭州日报 (杭州). 1994-09-02: 3版 （中文（简体））.
9. ↑  . 人民日报. 新华社平壤. 1994-12-16: 第6版  [2022-12-23]. （原始内容存档于2023-03-25） （中文（简体））.
10. ↑  「志願軍」名義參戰　至今未解散 （页面存档备份，存于） 蘋果日報 2018-06-08
11. ↑  郑文翰. . 军事科学出版社. 2000年9月9日: 第3頁  [2023年11月21日]. ISBN 9787800211379. （原始内容存档于2023年10月5日）.
12. ↑  徐平. . 中国军网. （原始内容存档于2018-11-26）.
13. ↑  . 中华网.   [2018-11-26]. （原始内容存档于2020-06-15）.
14. ↑  袁永生; 沈鹤翔 (编). . 成都：四川大学出版社. 2013年7月: 249–250. ISBN 7-5614-6907-1.
15. ↑  YouTube上的中国人民志愿军战歌
16. ↑  刘升瑜. . 解放军报. 2000-10-16: 第11版  [2023-05-02]. （原始内容存档于2023-05-08）.
17. 1 2 3  孟照辉. . 《军事历史》. No. 第2期. 2012年. （原始内容存档于2016-12-20）.
18. ↑  . 新华网.   [2010年10月26日]. （原始内容存档于2014年12月6日）.
19. ↑  张泽石 (编). . 中国文史出版社. 1998年7月31日: 第4–5頁  [2023年11月21日]. ISBN 9787503409332. （原始内容存档于2023年10月5日）. PDF （页面存档备份，存于）第1-2頁
20. ↑  . 搜狐新闻中心. 2005年6月7日  [2023年7月31日]. （原始内容存档于2023年7月31日）.
21. ↑  Hermes, Walter G. . . Washington, D.C.: Center of Military History, United States Army. 1992  [2022-10-11]. ISBN 1410224848. （原始内容存档于2009-02-24） （英语）.
22. ↑  Cheng David Chang.  (PDF) (博士论文). University of California San Diego: 3, 18. 2011年  [2023-03-23]. （原始内容存档 (PDF)于2022-07-22）. At the end of the Korean War, only one third of the approximately 21,000 Chinese prisoners of war were repatriated to Communist China; the remaining two thirds, or more than 14,300 prisoners, went to Nationalist Taiwan in a propaganda coup.
23. ↑  常成.  (PDF). 漢學研究中心.   [2023年6月19日]. （原始内容存档 (PDF)于2023年3月23日）. 停戰談判雙方基於「自願遣返」原則達成協議。最終於1954年1月23日，一萬四千餘名‘反共義士’來台
24. ↑  John P. DiMoia. . Cross-Currents: East Asian History and Culture Review. 2020年, (34)  [2023-03-23]. （原始内容存档于2023-03-27）.
25. ↑  . 人民日报. 1954年3月2日: 第3版  [2023年4月20日]. （原始内容存档于2021年4月24日）.
26. ↑  
. 人民日报. 1953-12-26  [2021-04-21]. （原始内容存档于2021-04-17）.
27. ↑  军事科学院军事历史研究部. 抗美援朝战争史（第三卷）. 军事科学出版社, 2000.9
28. ↑  阎稚新. 萧徐 , 编. . 《炎黄春秋》. 2008年, (第6期)  [2023-03-23]. （原始内容存档于2023-03-23）.
29. ↑  Kodendera Subayya Thimayya. . New Delhi: Vision Books. 1981  [2013-08-11]. OCLC 9761191. （原始内容存档于2013-10-09）.
30. 1 2 3 4  Mahoney 2001，第35頁
31. ↑  . A Da Capo paperback. 1986年  [2020-12-16]. （原始内容存档于2022-05-24）. （英文）
32. ↑  Halberstam, David. . Hyperion. 2007年. ISBN 9781401300524.
33. ↑  . www.kmycjng.com.   [2020-10-23]. （原始内容存档于2020-10-28）.
34. ↑  江泽民. . 新华社.   [2007-06-12]. （原始内容存档于2005-03-22）.
35. ↑  . www.bjnews.com.cn.   [2020-10-23]. （原始内容存档于2022-04-19）.
36. ↑  . 中国青年报. 新华社. 2010-10-26  [2020-07-02]. （原始内容存档于2020-11-04）.
37. ↑  . 中国政府网. 新华社. 2020-07-02  [2020-07-02]. （原始内容存档于2020-10-03）.
38. ↑  . 中国人民银行. 2020-10-19  [2020-11-06]. （原始内容存档于2020-11-06）.
39. ↑  习近平. . 新华网.   [2020-10-23]. （原始内容存档于2020-11-08）.